# Giorgio Ghisi

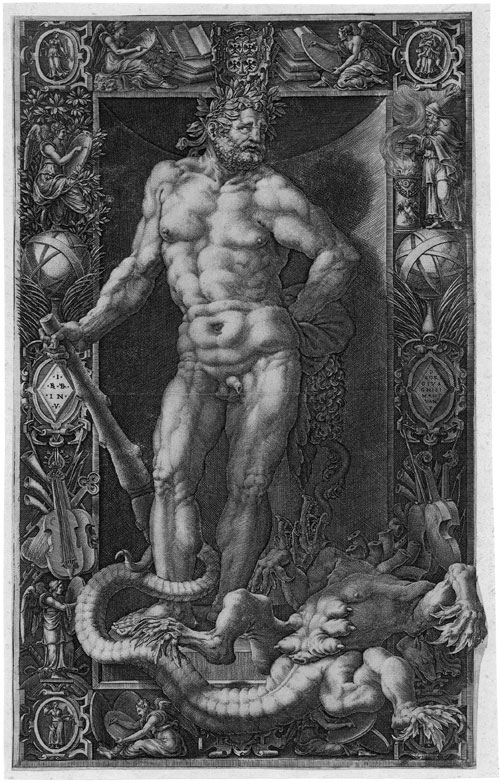
Hercules, kopparstick av Ghisi målningar av Bertani, 1558.

Giorgio Ghisi, född omkring 1520, död 15 december 1582, var en italiensk kopparstickare. Han var bror till Theodore Ghisi.
Giorgio Ghisi var verksam i Mantua, Rom och en kortare tid 1550 i Antwerpen. Ghisis stick kännetecknas av kraftig och gles linjeföring, vars hårdhet mildras genom mellanliggande punkter och tvärstreck. Han arbeten efter bland andra Rafael och Michelangelo, bland annat Yttersta domen har ofta mycket stora format.